# بي بي إديت (محرر نصوص)
بي بي إديت هو محرر نصوص ينتمي لفئة البرمجيات الاحتكارية تم تطويره في شركة بير بونز سوفتوير الأمريكية للعمل على أنظمة ماك أو أس أكس، في البداية قامت الشركة بتطوير هذا المحرر للعمل على نظام سيستم 6 (System 6) المخصص لأجهزة ماكنتوش وحالياً يعمل هذا المحرر على نظام ماك أو أس أكس أيضاً ويتم تسويق بي بي إديت عل أساس الشعار التسويقي (It doesn't suck) وتعني حرفياً «إنه ليس عديم القيمة». وذلك في إشارة إلى القدرات التي يتمتع بها هذا المحرر بالمقارنة مع أقرانه من محررات النصوص.

## التاريخ
تم تطوير النسخة الأولى من بي بي إديت لتكون نسخة تجريبية وذلك بهدف التدليل على القدرات البرمجية لهذا المحرر على أنظمة ماكنتوش باسكال، الخصائص الأصلية لهذا المحرر اعتمدت على واجهة التطبيقات البرمجية المسمى تيكست إديت والتي كانت متاحة لبعض النسخ من نظام ماك أو أس أكس، والجدير بالذكر أن هذه الواجهة كانت تعاني من بعض المحدوديات أبرزها هو عدم قدرتها على تحميل وفتح الملفات التي يزيد حجمها على 32 كيلوبايت، وفي النهاية تم اغلاق مشروع النسخة التجريبية المخصص للعمل على أنظمة ماكنتوش باسكال.
تم بعد ذلك إعادة العمل على هذا المشروع (النسخة التجريبية) باستخدام مكتبات ثينك سي (THINK C) و ثينك باسكال (THINK Pascal) المخصصة لتوفير وظائف التحرير لمحررات النصوص، وأتاحت هذه المكتبات للمحرر قدرات أفضل بكثير من سابقتهما حيث أصبح المحرر أسرع من ناحية التحميل وعمليات التحرير، وتم أيضاً توفير القدرة على فتح الملفات الكبيرة وتحميلها.
وفي عام 1994 ونتيجة لتوفير القدرة على كتابة إضافات وبرمجيات مساعدة للمحرر بي بي إديت قامت أطراف أخرى من المطورين والمبرجمين بتطوير إضافات للمحرر ومن أهمها كانت الاضافات المخصصة لتحرير الشيفرات المصدرية للغة أتش تي أم أل، ومن الطريف بمكان أن المطورين اللذين يعملون في شركة بير بونز سوفتوير لم يكونوا على دراية بماهية الأتش تي أم أل إلا من خلال المستخدمين اللذين كانوا يطلبون ويلحون على وجود الإضافات الخاصة بلغة صفحات الويب (أتش تي أم أل)، وبعد ذلك قامت الشركة بشراء حقوق الملكية الخاصة بهذه الاضافات من المطورين اللذين قاموا بتطويرها وقامت باضافتها إلى المحرر لتصبح جزءاً منه.
تم توفير بي بي إديت بدون أي تكلفة على المستخدمين في نسخته الأولى التي تم اصدارها في العام 1991 وبعد ذلك وفي شهر مايو من العام 1993 تم وضع المحرر ضمن قائمة المنتجات التجارية للشركة حيث تم طرح الإصدارة 2.5 منه.
وفي نفس الوقت قامت شركة بير بونز بتوفير نسخة من المحرر تتضمن وظائف ومزايا أقل من الموجودة في المحرر بي بي إديت لينتج عن ذلك محرر جديد تمت تسميته بي بي إديت لايت وتم توفيره للمستخدمين بدون أي تكلفة حيث تم تصنيفه ضمن البرمجيات المجانية، وقامت الشركة بتطوير بي بي إديت لايت ودعمه ليصل إلى الإصدارة 6.1 حيث توقف تطويره وتم اغلاقه واستبدل بعد ذلك بالمحرر تيكست رانجلر اللذي يتم توفيره للمستخدمين بدون أي تكلفة، وعلى الرغم من احتوائه على عدد قليل من المزايا والوظائف بالمقارنة مع بي بي إديت إلا أنه وفي العام 2005 تم اطلاق الإصدارة 2.0 من محرر النصوص تيكست رانجلر صنف عندها ضمن البرمجيات المجانية وبقي إلى اليوم من ضمن هذه القائمة.
ومن الجدير بالذكر أن بي بي إديت كان من أوائل التطبيقات التي تم توفيرها لأنظمة ماك أو إس أكس، ويستطيع المحرر القيام باستغلال موارد نظام التشغيل عن طريق البرمجيات المكتوبة بلغات بايثون أو بيرل أو أي لغة من لغات يونكس التفسيرية المعروفة، كما وتجب الإشارة إلى أن استخدامات المحرر تشمل معظم نواحي عمليات تحرير النصوص إلا أنه موجه بشكل خاص للمطورين والمبرمجين اللذين يقومون بكتابة نصوص الشيفرات المصدرية لبرامج الحاسوب.

## المزايا والوظائف
يستطيع بي بي إديت القيام بجميع الأعمال والوظائف المعيارية المتوقعة من أي محرر نصوص حديث إلا أنه يتميز عن أقرانه من محررات النصوص بعدة مزايا ووظائف يمكن تلخيصها بالاَتي:

### المزايا والوظائف المخصصة لعمليات البحث

لقطة شاشة لمحرر النصوص بي بي إديت تظهر تخصيصات عملية البحث

لقطة شاشة لمحرر النصوص بي بي إديت تظهر تخصيصات عمليات البحث المتعددة في نفس الوقت

يتميز بي بي إديت من هذه الناحية بامتلاكه حقيبة مليئة بالأدوات المخصصة لعمليات البحث (والبحث والاستبدال) ويشمل ذلك:
- القدرة على القيام بالبحث في أكثر من مصدر والمصدر يشمل الملفات والمجلدات.
- القدرة على القيام بأكثر من عملية بحث في نفس الوقت بدون أي حجب لعملية تنفيذ البرامج، وتجدر الإشارة إلى أن الأداء في هذه العملية على الأنظمة التي تعتمد على المعالجات متعددة اللب بالإضافة إلى الأنظمة المتعددة المعالجات يكون أفضل.
- القدرة على ايجاد الفروق بين الملفات (والمجلدات) واظهارها (وتتم عملية الإظهار عن طريق وسم السطور المفترقة والتي لا تتطابق).

وغيرها الكثير من المزايا والوظائف.

### مزايا ووظائف تحرير النصوص
يتميز بي بي إديت بعدد من الوظائف التي تجعله مميزاً مقارنة بغيره من محررات النصوص من حيث عملية التحرير ويشمل ذلك عدد من النقاط:
- القدرة على تبديل الأحرف والكلمات.
- القدرة على تغيير الحروف اللاتينية من حروف صغيرة إلى حروف كبيرة والعكس صحيح.
- القدرة على تغيير اتجاه النص بشكل كامل من اليسار إلى اليمين والبعكس وذلك عن طريق أزرار لوحة المفاتيح ⇧ Shift مع زر السهم الأيمن والأيسر.
- القدرة على تحويل نصوص الشيفرات المصدرية إلى تعليقات برمجية وذلك عن طريق تضليل النصوص المراد تحويلها.
- القدرة على القيام بنقل تكملة النصوص على سطر جديد في حال تجاوز طول النص المحرر عرض شاشة التحرير بحيث تصبح تكملة النص على سطر جديد (Hard Wrap).
- القدرة على إضافة وإزالة فواصل السطور.
- القدرة على إضافة وإزالة أرقام السطور.
- القدرة على إضافة نصوص ابتدائية أو انتهائية للسطور (بحيث يبدأ السطر أو ينتهي بحرف معين أو كلمة معينة).
- القدرة على ترتيب السطور.
- القدرة على معالجة السطور المكررة.
- القدرة على معالجة السطور التي تحوي حروف أو كلمات معينة.
- القدرة على التعامل مع النصوص التي تستخدم ترمي. يونيكود (ويشمل ذلك اللغات الرومانية واليابانية وغيرها من اللغات المعقدة).

وهناك العديد من المزايا الأخرى التي يمكن للمحرر القيام بها في هذا المجال.

### مزايا ووظائف تحرير نصوص الويب
كما تم ذكره اَنفاً فإن بي بي إديت موجه بشكل خاص للمطورين والمبرمجين وتحديداً مطوري مواقع وتطبيقات الشبكة العنكبوتية ويشمل ذلك عدد من النقاط:
- احتوائه على مجموعة كاملة من الأدوات المخصصة لتحرير نصوص أتش تي أم أل (HTML) وذلك بهدف كتابة نصوص هذه الشيفرات بسرعة وسهولة ودقة عالية، وهذه الأدوات تدعم حاليا كل من (أتش تي أم أل 5) و(أتش تي أم أل 4.01) و(أكس أتش تي أم أل 1.0) و(أكس أتش تي أم أل 1.1).
- احتوائه على لائحة كيانات أتش تي أم أل (HTML Entities palette) وذلك بهدف إضافة الحروف المميزة إلى شيفرة أتش تي أم أل.
- احتوائه على خاصية (حساسية السياق) من حيث وسوم التشفير (HTML Tags) وخصائصها (attributes) بحيث تساعد المستخدم على كتابة شيفرة مصدرية صحيحة وسليمة.
- القدرة على تضمين الروابط والصور بواسطة خاصية السحب والإفلات للملفات على شاشة التحرير.
- القدرة على تحويل القوائم السياقية إلى شيفرة أتش تي أم أل عن طريق عملية السحب والإفلات من لائحة أدوات أتش تي أم أل.
- القدرة على طي النصوص.
- القدرة على اغلاق وسم أتش تي أم أل مباشرة بعد الانتهاء من كتابة بدايته.
- القدرة على معاينة الشيفرة المصدرية على أي متصفح ويب أو على جميع متصفحات الويب الفعالة على جهاز المستخدم.
- دعم عملية التخزين التلقائي للملف اللذي يتم تحريره.
- القدرة على التعامل مع تطبيقات نقل الملفات المشهورة.
- احتوائه على مدقق إملائي.

والعديد من المزايا والوظائف الأخرى التي تجعل من بي بي إديت محرر نصوص مميز بالنسبة لمطوري مواقع وتطبيقات الشبكة العنكبوتية.

### مزايا ووظائف تحرير نصوص الشيفرات المصدرية

لقطة شاشة لمحرر النصوص بي بي إديت تظهر الاكمال التلقائي لنص شيفرة مصدرية مكتوبة بلغة بي إتش بي

الدعم المخصص لنصوص لغات البرمجة يشمل العديد من الوظائف والمزايا ومنها:
- دعم عملية الإكمال التلقائي لنصوص الشيفرات المصدرية.
- دعم وظيفة طي النصوص لزيادة مقروئية النص المصدري (code readability).
- دعم سي تاجز (Ctags) لتسهيل التنقل بين أجزاء النص المتعددة.
- تضمين لإصدارية البرمجيات من خلال تضمين كل من أباتشي سبفيرجن وبيرفورس.
- تضمين منقح لإظهار الأخطاء النصية «من الناحية البرمجية» (Syntax Checker) لعدة لغات برمجة ومنها بيرل وبايثون وروبي.
- القدرة على الولوج المباشر لبيئة بيرل البرمجية على أنظمة ماك أو إس أكس بالإضافة إلى بايثون وروبي ونصوص سكربتات يونكس.
- ماسح اقترانات تلقائي يقوم بمسح نص الشيفرة المصدرية لتسهيل التنقل بين أجزاء النص.
- السماح للمستخدم بالقيام بتطوير أحزمة تمييز النصوص بشكل غير برمجي لإضافة دعم عملية تمييز (تعليم) الصيغة للنص المصدري.
- دعم الإزاحة التلقائية للنصوص.
- دعم عملية التخزين التلقائي بهدف أخذ نسخ احتياطية للملف اللذي يتم تحريره، وتجدر الإشارة هنا إلى أن هذه الوظيفة اختيارية ويجب على المستخدم تفعيلها.
- دعم تعليم (تمييز) الصيغة لعدد كبير من لغات البرمجة ويشمل ذلك:[9]

أكشن سكربت، انسي سي، سي++، سي أس أس، فورتران، أتش تي أم أل، جافا، جافا سكريبت، جسون، جيه أس بي، لاسو، لوا، أوبجكت باسكال، أوبجيكتيف سي، أوبجيكتيف سي++، بيرل، بايثون، بي إتش بي، روبي، سيتيكست، إس كيو إل ويشمل ذلك كل من (تي-سكيول، بي أل/إس كيو إل، ماي إس كيو إل، وبوستجرس)، تي سي إل، تيكس، يونكس شل سكريبت، في بي سكريبت، إيه أس بي، فيكتو سكريبت، فيرلوغ، في إتش دي إل، أكس أم أل، و يامل.
- القدرة على اظهار أرقام السطور.
- القدرة على اظهار الرموز المخفية مثل المسافة والتاب ونهايات السطور وغيرها من الرموز.
- تعليم أو تمييز السطر اللحظي.

### المزايا والوظائف المتعلقة بمعاملة الملفات

لقطة شاشة لمحرر النصوص بي بي إديت تظهر عملية تقسيم شاشة التحرير إلى نوافذ متعددة

يوفر بي بي أديت الوظائف الرئيسية المتعلقة بتحرير ومعالجة الملفات بفرعيها المحلي (local) وعن بعد (remote) ويشمل ذلك:
- دعم نظام المشاريع اللذي يحوي في طياته الملفات والمجلدات لتنظيم العمل.
- توفير متصفحات خاصة لإظهار المجلدات وسرد محتوياتها من الملفات والمجلدات ويستطيع المحرر القيام بذلك على النسق المحلي (local) وعن بعد (remote) بالإضافة لقدرته على سرد وتحرير محتويات الملفات المضغوطة ويشمل ذلك الملفات من نوع EPUB وغيرها من أنواع الملفات المضغوطة.
- توفير خاصية تقديم وإرجاع الحالة بلا حد.
- توفير حواضن (أكثر من حاضنة) لحفظ البيانات بشكل مؤقت (Multiple Clipboards).
- دعم خاصية تقسيم شاشة التحرير إلى أكثر من شاشة وتوفير أوامر لترتيب النوافذ بالإضافة إلى القدرة على رفع وإنزال محتويات النوافذ بشكل متزامن.
- القدرة على تحرير أكثر من ملف في نافذة واحدة وتخزينها لتشكيل مشروع مكون من أكثر من ملف.
- القدرة على تحرير ملف واحد على أكثر من نافذة بحيث يمكن للمستخدم على سبيل المثال القيام باظهار النص على نافذة واظهار نتائج البحث على نافذة أخرى وتصفح محتويات المجلدات على نافذة ثالثة.
- القدرة على فتح، تحرير، وتخزين الملفات عن بعد عن طريق بروتوكول نقل الملفات بفرعيه FTP و SFTP بالإضافة إلى توفير القدرة على تصفح المجلدات وسرد محتوياتها.
- القدرة على معالجة السطور الجديدة التي تم تخزينها في أنظمة دوس، يونكس، و ماك أو إس أكس.
- القدرة على فتح، تحرير، وتخزين الملفات باستخدام تراميز يونيكود (UTF-8 وUTF-16).
- القدرة على فتح، تحرير، وتخزين الملفات من نوع جي زيب (gz.) و بي زيب 2 (bz2.)